# Fargesia communis
Fargesia communis är en gräsart som beskrevs av Tong Pei Yi. Fargesia communis ingår i släktet bergbambusläktet, och familjen gräs. Inga underarter finns listade i Catalogue of Life.